# یواس‌اس پنسیلوانیا (ای‌سی‌آر-۴)
یواس‌اس پنسیلوانیا (ای‌سی‌آر-۴) (به انگلیسی: USS Pennsylvania (ACR-4)) یک کشتی بود که طول آن ۵۰۴ فوت (۱۵۳٫۶ متر) بود. این کشتی در سال ۱۹۰۳ ساخته شد.